# Приморське Огове
Приморське Огове (фр. Ogooué-Maritime) — провінція на заході Габону. Адміністративний центр — місто Порт-Жантіль.

## Географія
Площа становить 22 890 км².
Межує на півночі з провінцією Естуер, на сході з провінціями Середнє Огове і Нгуні, на півдні з провінцією Ньянга. На заході провінція омивається водами Гвінейської затоки Атлантичного океану.

## Населення
За даними на 2013 рік, чисельність населення становить 157 562 особи.
 Динаміка чисельності населення провінції за роками: 
| 1993   | 2013    |
| ------ | ------- |
| 97 913 | 157 562 |

## Департаменти
В адміністративному відношенні провінція поділяється на 3 департаменти:

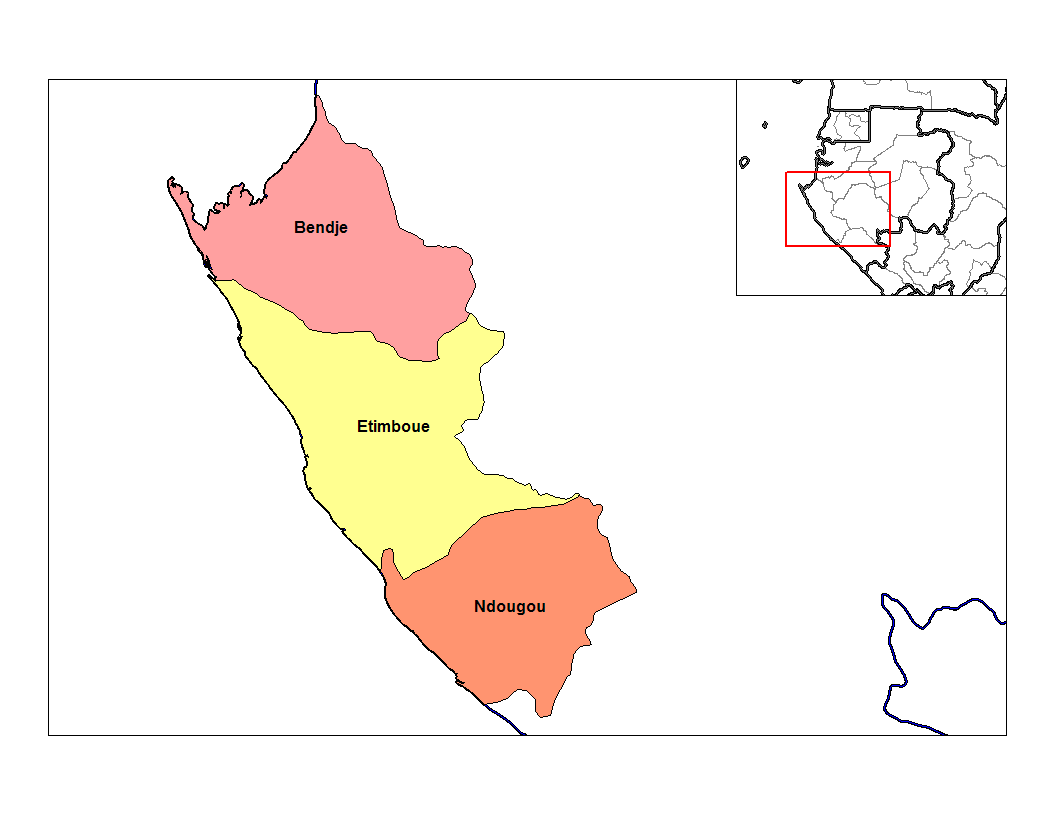
Департаменти Приморського Огове

- Бендже (адм. центр — Порт-Жантіль) (Bendjé)
- Етімбує (адм. центр — Омбує) (Etimboué)
- Ндугу (адм. центр — Гамба) (Ndougou)